# Estación de ferrocarril Minsk-Passazhyrski
Minsk Passazhirsky (en castellano: «Estación de pasajeros de Minsk», en bielorruso: Мінск-Пасажырскі, en ruso: Минск-Пассажирский) es la principal estación de tren de Minsk, Bielorrusia. Se encuentra en el centro de la capital bielorrusa y es popularmente conocida como Minsk Ploshchad Lenina debido a la estación del Metro de Minsk, Ploshchad Lenina, que sirve como terminal. La estación sirve trayectos nacionales e internacionales con las principales ciudades de la región, principalmente de los países de la CEI.

## Historia
La estación fue construida en 1873 como Vilenski vakzal o Estación de Vilna (en bielorruso: Віленскі вакзал, en ruso: Виленский вокзал). El edificio de madera inicial fue demolido en 1890 y reconstruido en piedra. Durante la Segunda Guerra Mundial, la estación de ferrocarril de Minsk fue completamente destruida. Fue reconstruido en 1945-1946 y sirvió hasta 1991. El nuevo edificio de la estación de tren de Minsk-Passazhyrski fue construido entre 1991-2002. Su construcción se retrasó debido a dificultades financieras. Sin embargo, ahora Minsk cuenta con una de las más modernas estaciones de ferrocarril en la CEI hasta a la fecha. Hay planes para trasladar todo el tráfico de trenes de cercanías de Minsk-Passazhyrski a las estaciones más pequeñas Minsk-Uskhodni (este), Minsk-Paudnyovy (sur) y Minsk-Paunochny (norte) en 2020.

## Imágenes

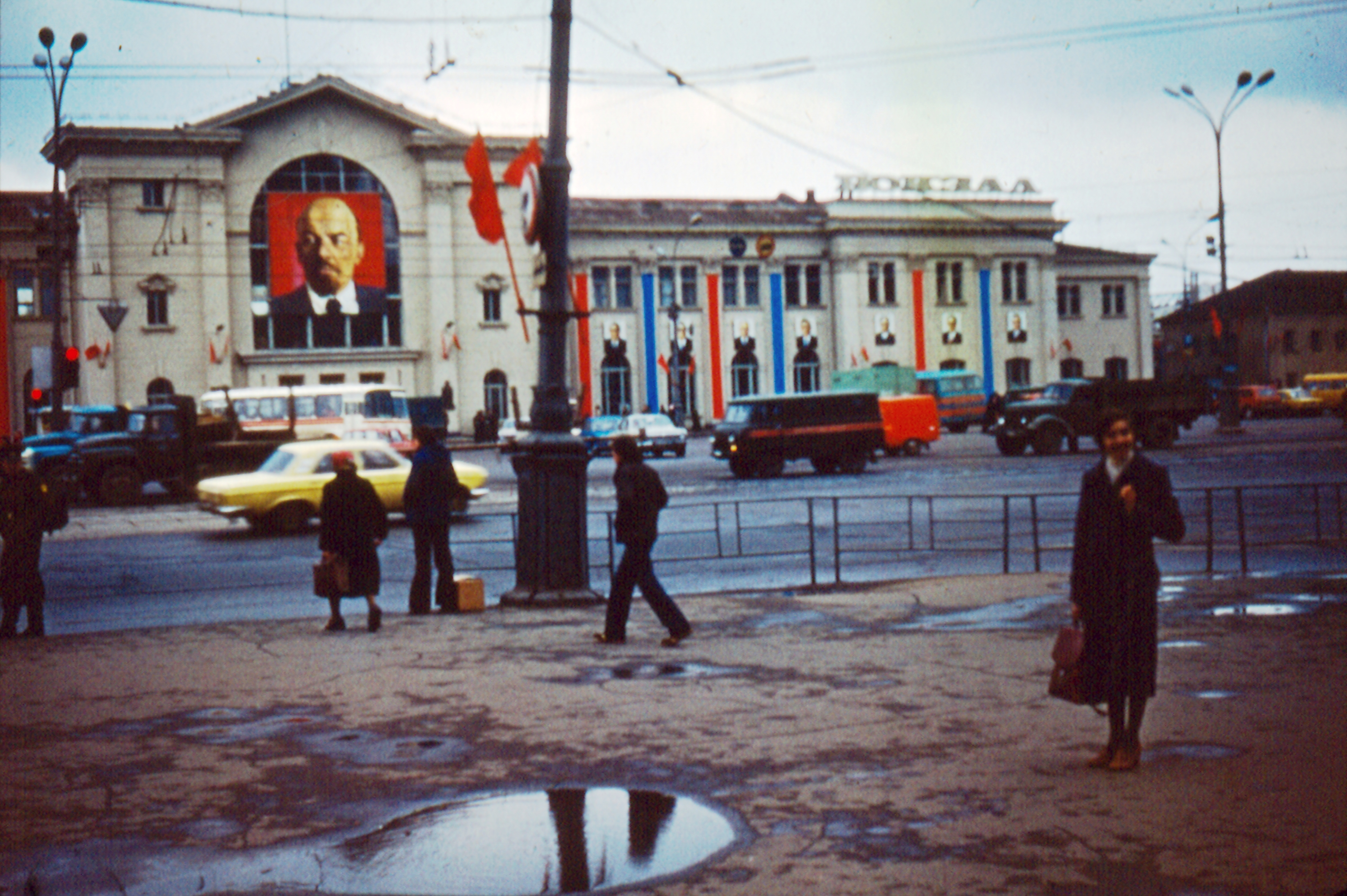
La antigua estación, en 1981.
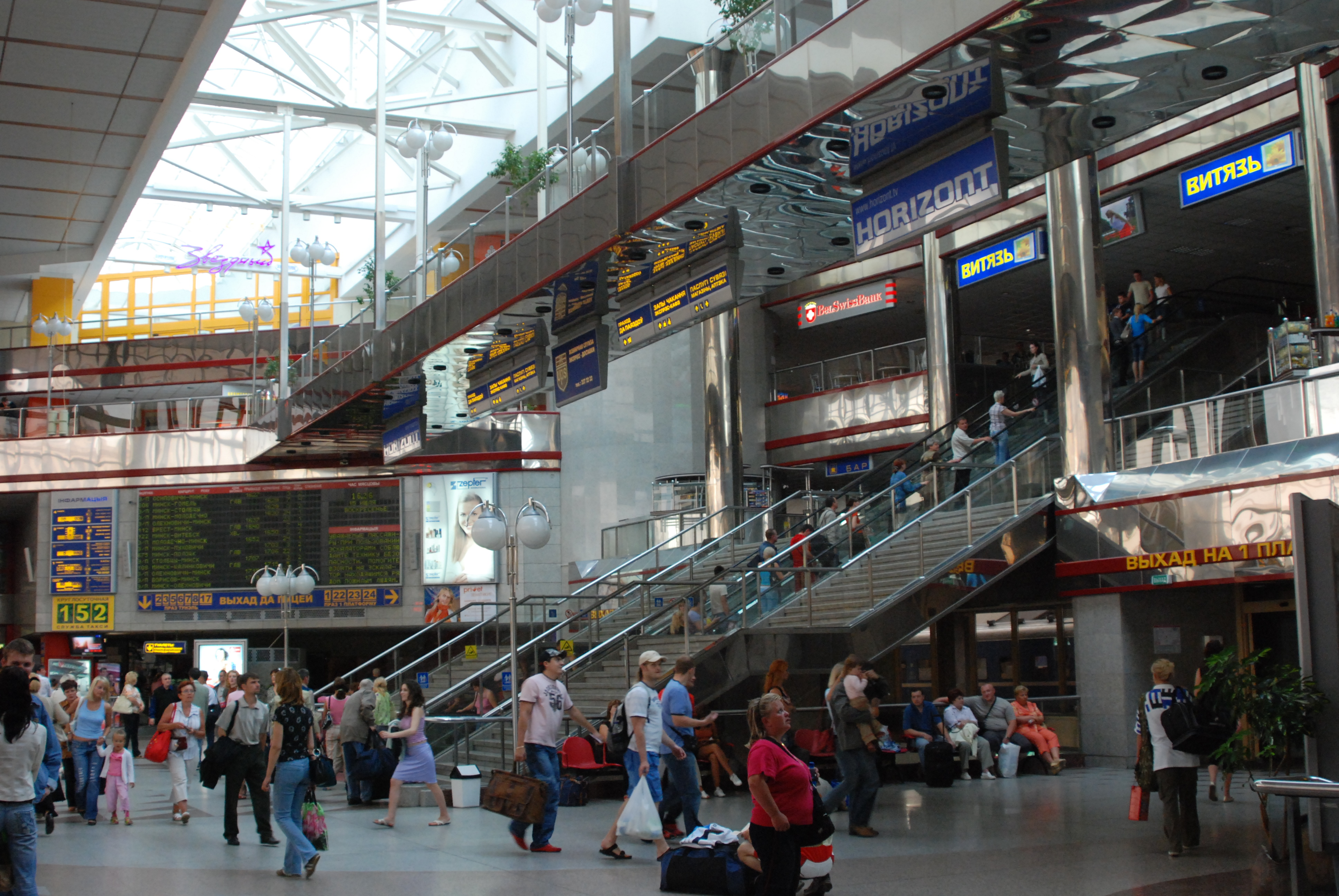
Entrada de la estación.